# سوني غراي
سوني غراي (بالإنجليزية: Sonny Gray)‏ هو لاعب كرة قاعدة أمريكي، ولد في 7 نوفمبر 1989 في ناشفيل في الولايات المتحدة.

## وصلات خارجية
- سوني غراي على موقع دوري كرة القاعدة الرئيسي (الإنجليزية)
- سوني غراي على موقعبيزبول رفرنس.كوم (الدوري الرئيسي) (الإنجليزية)
- سوني غراي على موقعبيزبول رفرنس.كوم (الدوري الثانوي) (الإنجليزية)
- سوني غراي على موقع إي إس بي إن.كوم (أم.أل.بي) (الإنجليزية)
- سوني غراي على موقع مشجعي الرسوم البيانية (الإنجليزية)